# Guenduláin (Cizur)

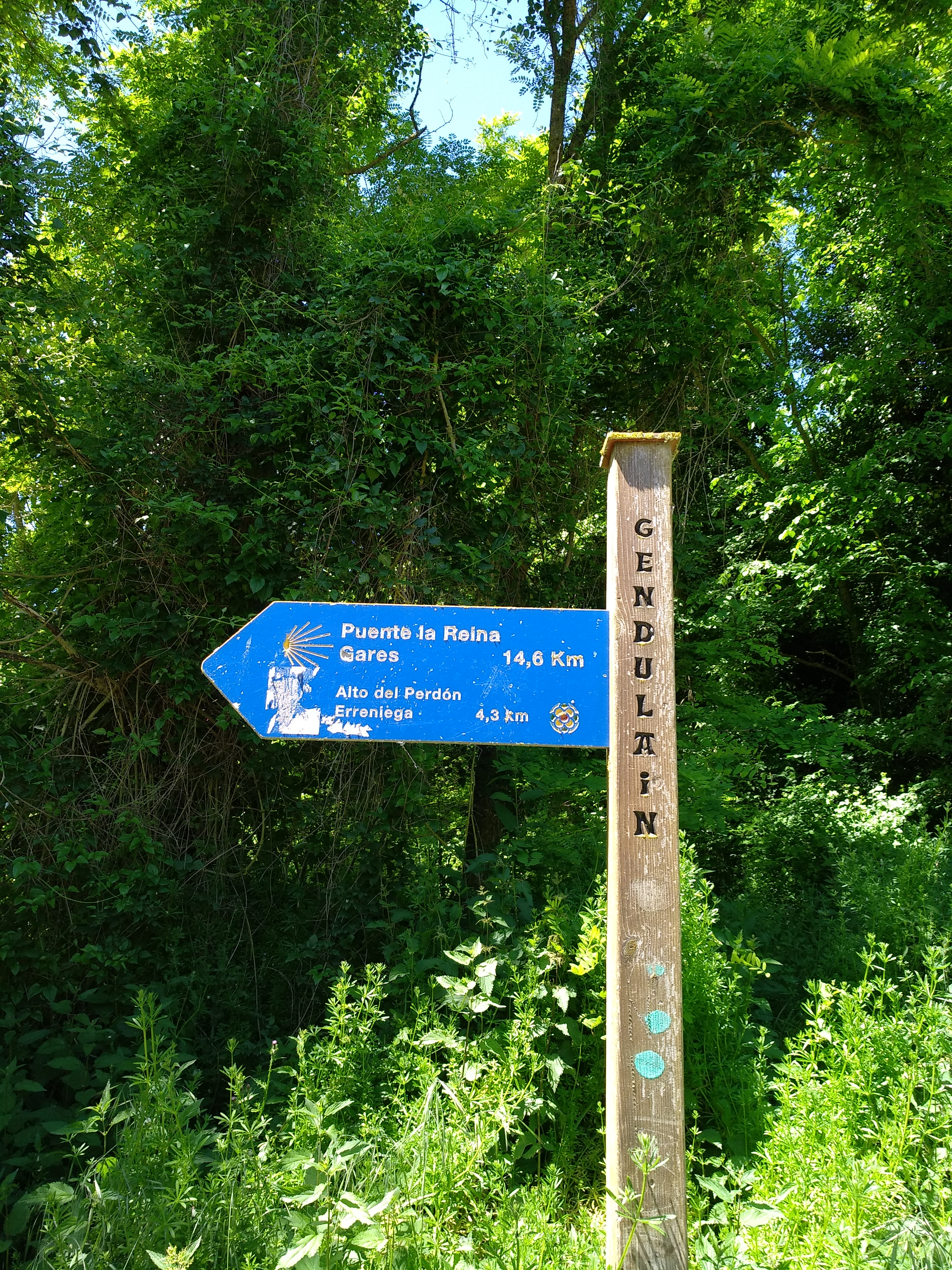
Indicador del Camino de Santiago

Guenduláin (Gendulain en euskera) es una localidad de la Cendea de Cizur, en la Merindad de Pamplona en la Comunidad Foral de Navarra (España); antiguo concejo, actualmente está despoblado y abandonado. Atraviesa su término el Camino de Santiago, junto a Zariquiegui, dando inicio a la subida de la Sierra de Perdón. Está a 16 km de Pamplona.

## Historia
Fue en otros tiempos, un señorío de gran importancia, no sólo en la Cendea de Cizur, sino en toda Navarra. La catedral de Pamplona y los Hospitalarios de San Juan de Jerusalén tuvieron propiedades en su término. Su silueta recuerda el pasado glorioso de un lugar privilegiado. La colegiata de Roncesvalles tuvo posesiones ahí durante el siglo XIII. 
En 1540 el señor del palacio de Guenduláin era Francés de Ayanz. Pretendió en esa fecha que también le pertenecía la jurisdicción del pueblo. El Consejo Real dictaminó que era realengo. En 1663 se crea el Condado de Guenduláin en base al Guenduláin de Esteríbar. Pero ya desde el siglo XIX ambos pertenecen al mismo condado.
Durante 1817 el lugar contaba, además del palacio con almenas, con 23 casas, una salera, un colmenar e, incluso, un profesor de ciencias. Cabe incluir que, de camino a Guenduláin, se encuentra el cementerio municipal que antiguamente era utilizado por los habitantes del pueblo. Se encuentra en lo alto del camino, de difícil acceso, y donde hay lápidas saqueadas de antiguos difuntos.
El proceso de despoblamiento se produjo en los años 1970 del pasado siglo, lo que llevó consigo la pérdida de su condición de concejo, por acuerdo de la Diputaciòn Foral del 4 de febrero de 1980.

## El palacio
El palacio cabo de armería se puede definir como castillo-palacio, al presentar elementos defensivos, propios de construcciones militares de final de la Edad Media. De planta rectangular, en torno a un sobrio patio interior, presenta en el exterior torres de almenas visibles en las esquinas del edificio.
Como señorío de Navarra, durante las guerras civiles de Navarra del siglo XIV, el señor de Ayanz, propietario de Guenduláin, pertenecía al bando beaumontés, apoyando a Carlos de Viana y Castilla frente a Juan II de Aragón. Esta parcialidad ocasionó uno de los peores momentos del señorío, cuando años más tarde las tropas franco-agramontesas del general Asparrot saquearon el palacio en 1521.
En 1553 nació en este lugar Jerónimo de Ayanz y Beaumont, donde estuvo viviendo hasta los 14 años en que fue destinado como paje a la corte de Felipe II.

## La iglesia
La antigua parroquia de San Andrés hoy abandonada, es un edificio del siglo XVII. Su disposición recuerda a la cercana parroquia de Astráin. Su construcción es de cruz latina con bóvedas estrelladas y de terceletes, apoyadas en robustas columnas adosadas. Los retablos del siglo XVIII que se guardaban en su interior fueron trasladados a la iglesia del hospital de Peralta.
El Papa Clemente IX suprimió en 1669 los beneficios de que ocupaba la parroquia del lugar. Desapareció como parroquia hacia 1970.

## Galería de imágenes

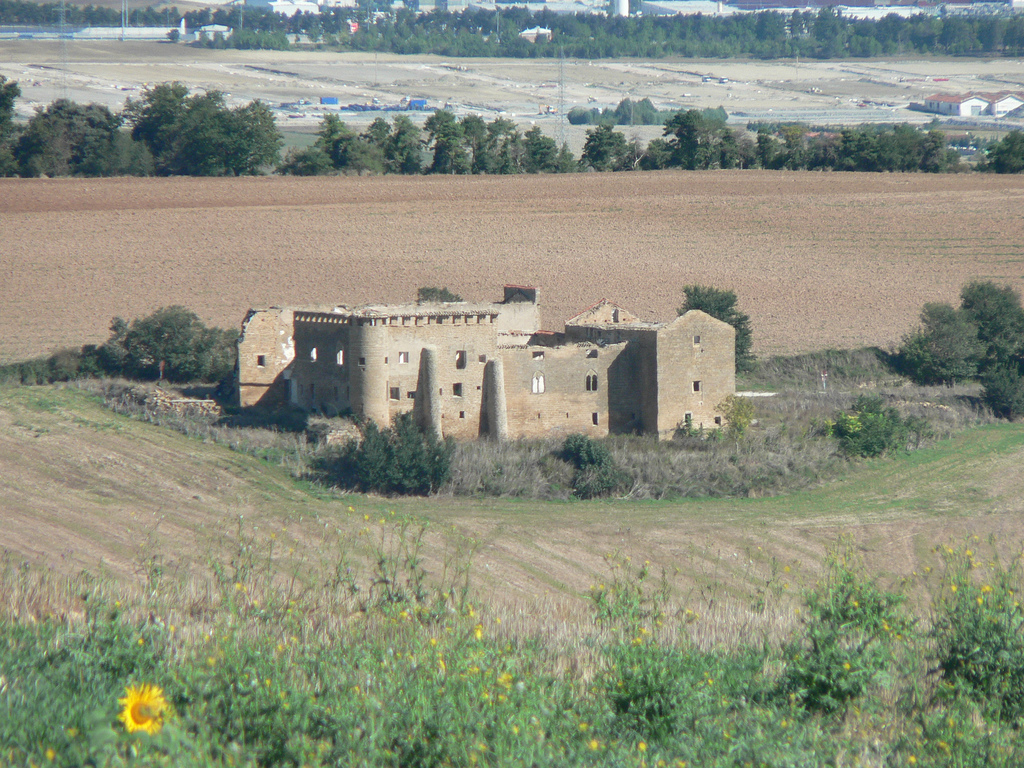
Palacio de Guenduláin
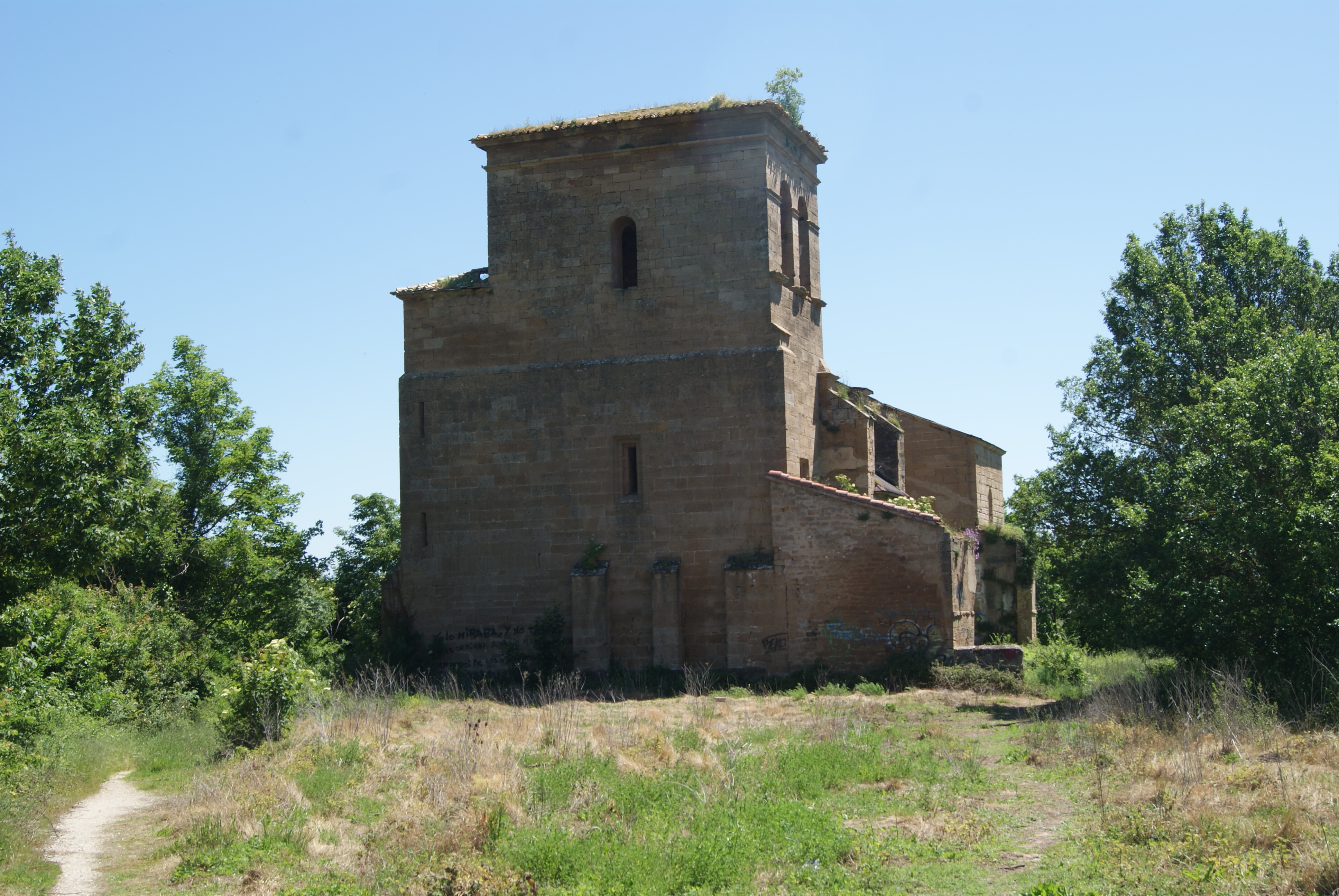
Iglesia de San Andrés
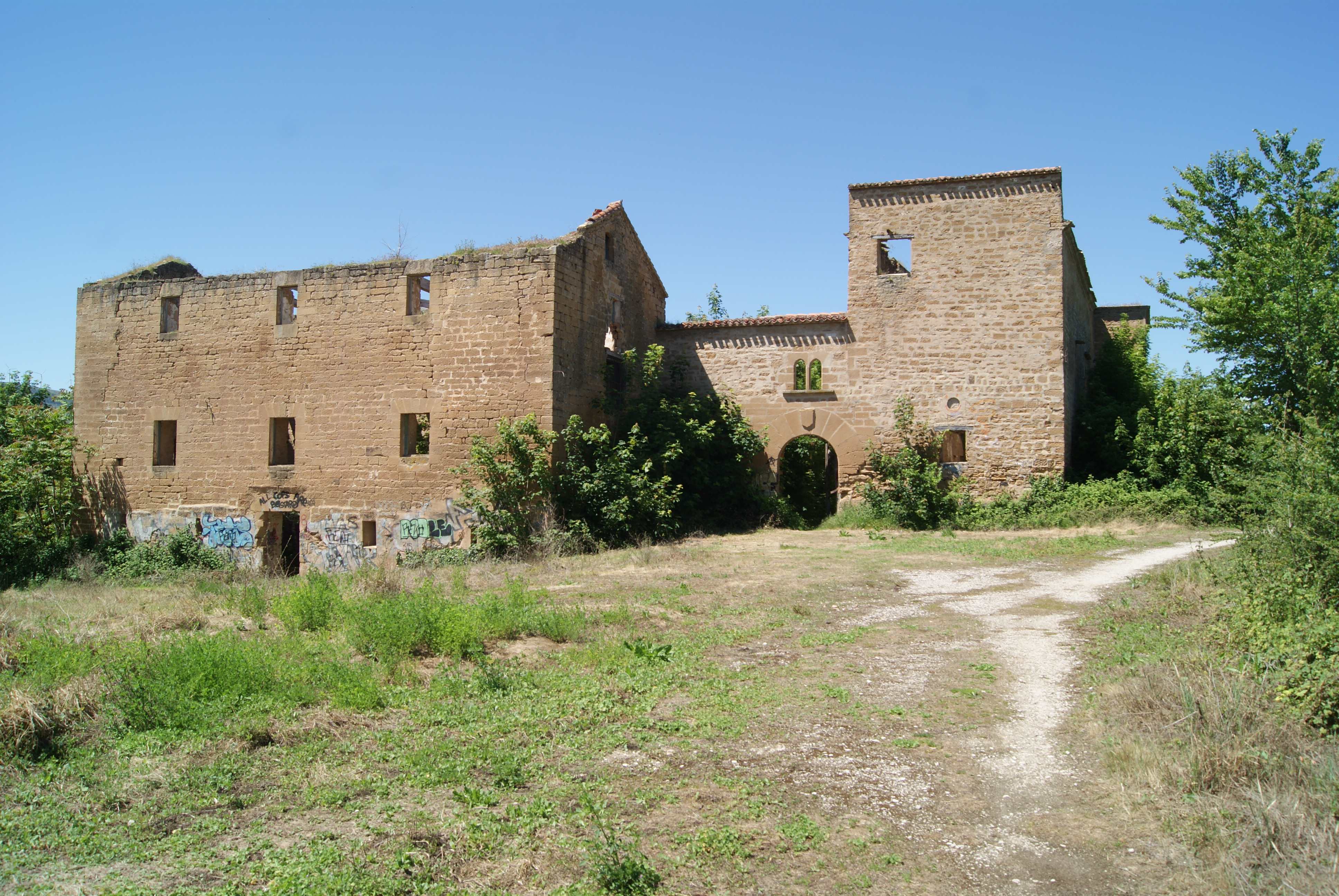
Palacio de Guenduláin
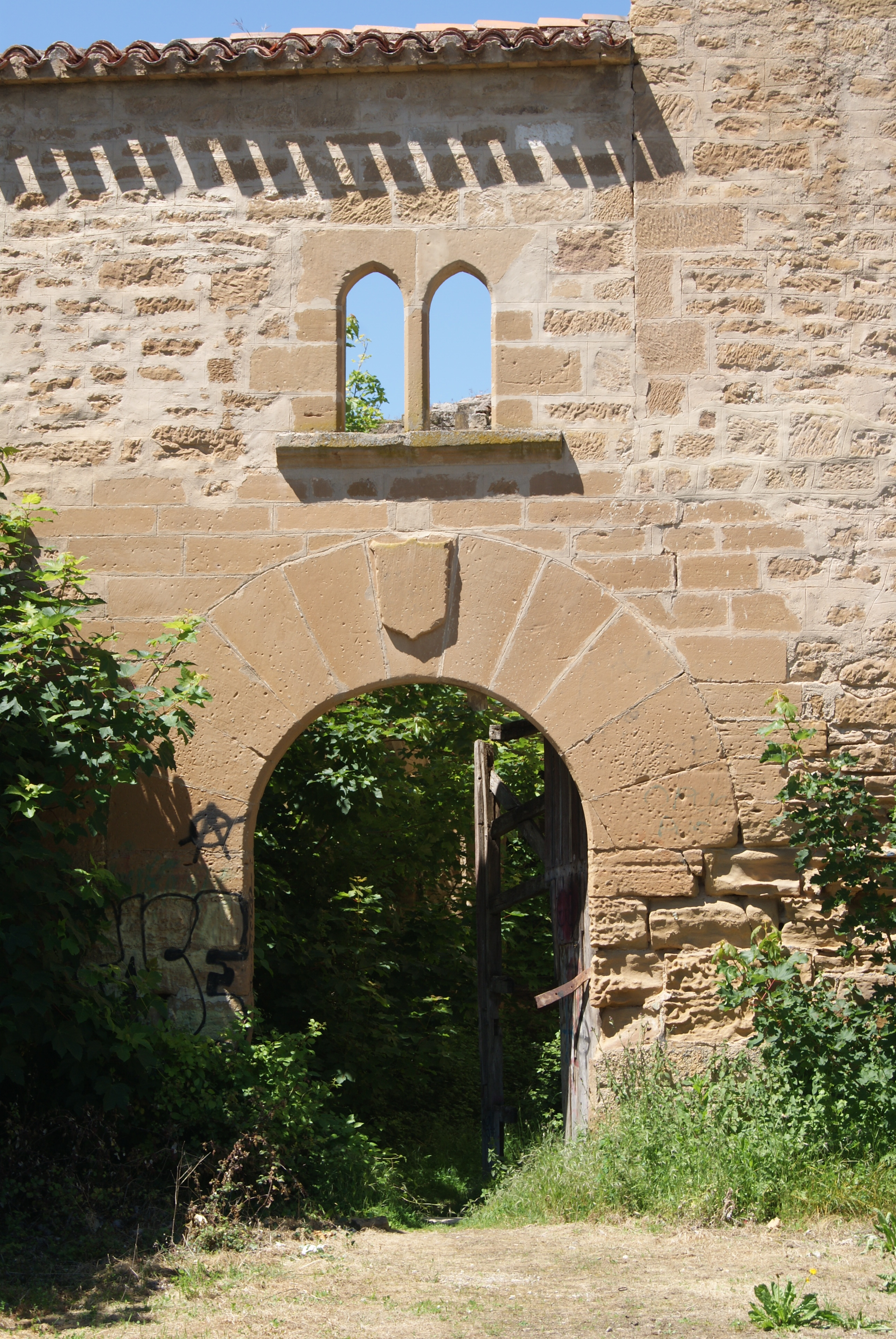
Detalle portada